# Ewald von Kleist
|  | Ikke at forveksle med den tyske digter Ewald Christian von Kleist (1715-1759) |
Paul Ludwig Ewald von Kleist (født 8. august 1881, død 13. november 1954) var en fremtrædende tysk feltmarskal under 2. Verdenskrig.
Von Kleist blev født i Braunfels an der Lahn i en adelig familie. Han blev uddannet på en militærskole og gjorde tjeneste som løjtnant ved husarerne og som leder af et regiment i 1. Verdenskrig. Efter den var kan leder af en kavaleridivision fra 1932 til 1935.
Han var halvvejs gået på pension, da han i 1939 blev kaldt til aktiv tjeneste i en alder af 58.
Under invasionen af Polen havde von Kleist kommandoen over 21. Panzer Korps. I slaget om Frankrig havde han kommandoen over Panzergruppe von Kleist, der bestod af 41. Panzer Korps og 19. Panzer Korps (under Heinz Guderian), de to sydligste pansrede korps i fremstødet mod Den Engelske Kanal. Undervejs forsøgte han at afskedige Guderian, efter at denne og hans underordnede, Erwin Rommel, ikke havde adlydt en ordre om at standse deres fremrykning til Kanalen. Wehrmachts stabschef, Gerd von Rundstedt, nægtede at godkende ordren, og de fransk-britiske hære blev indesluttet.
I april 1941 havde von Kleist kommandoen over 1. Panzergruppe, der bestod af 18. og 40. Panzer Korps, som var i spidsen for invasionen af Jugoslavien og Slaget om Grækenland.
Med denne enhed deltog han siden i Operation Barbarossa som del af Heeresgruppe Süd. Von Kleist reddede den 6. Arme, da den var i undertal mod russiske armeer.
I 1942 blev von Kleist beordret til at lede tropper i Kaukasus for at erobre oliekilder der. Den 22. november 1942 fik han kommandoen over Heeresgruppe A. Han blev forfremmet til feltmarskal i 1943. Han fik frataget sin post i marts 1944 for at have givet den 8. Arme ordre til at trække sig tilbage, da den var i fare for at blive ødelagt af den Røde Hær. Det var en direkte overtrædelse af Adolf Hitlers ordrer.
Kleist blev taget til fange af amerikanske styrker i 1945. Han blev sendt til Jugoslavien for at blive stillet for rettet for krigsforbrydelser i 1946. I 1948 blev han udleveret til Sovjetunionen, hvor han i 1952 blev idømt 10 års fængsel for krigsforbrydelser, og han døde i fængslet i Vladimir i 1954. Han var den højest rangerende tyske officer, der døde i Sovjetisk fangenskab. Von Kleist blev bl.a. anklaget for at "frastøde det sovjetiske folk ved venskab og generøsitet" (Hitler's Generals af Samuel W. Mitcham Jr. (2003)).